# Hypephyra terrosa
Hypephyra terrosa är en fjärilsart som beskrevs av Butler 1889. Hypephyra terrosa ingår i släktet Hypephyra och familjen mätare. Inga underarter finns listade i Catalogue of Life.